# Phaonia dianxiia
Phaonia dianxiia este o specie de muște din genul Phaonia, familia Muscidae, descrisă de Li și Xue în anul 2001.
Este endemică în Yunnan. Conform Catalogue of Life specia Phaonia dianxiia nu are subspecii cunoscute.